# Avesön
Avesön (spanska Isla de Aves, Fågelön) är en liten ö i Karibiska havet och tillhör Venezuela. Även Dominica gör dock anspråk på området. Ön har stor strategisk betydelse för Venezuela då den utökar landets territorialvatten avsevärt. 

## Geografi
Avesön ligger cirka 700 km nordöst om Caracas och ca 230 km väster om Dominica och är Venezuelas nordligaste plats.
Den obebodda ön är en korallö och har en areal om endast ca 0,0065 km² med en högsta höjd på ca 4,5 m ö.h.  Ön är en viktig boplats för Grön havssköldpadda (Chelonia mydas). Avesön har krympt avsevärt de senaste åren beroende på att stora områden sköljts bort under havsstormar.
Förvaltningsmässigt ingår ön i distriktet Dependencias Federales.

## Historia
Avesön upptäcktes troligen år 1587 av spanske Avaro Sanzze. Ön har genom åren tillhört såväl Storbritannien, Spanien, Portugal och Nederländerna tills den 1821 hamnade under Venezuela.
1878 började det amerikanska företaget "the American Guano & Copra Company" med guanoutvinning på ön. Denna verksamhet pågick till 1912.
1895 ställdes ön under förvaltning av Ministerio del Interior y de Justicia (Venezuelas inrikes- och justisieddepartement).
Den 9 augusti 1972 utnämndes ön tillsammans med hela området Dependencias Federales till nationalpark efter ett regeringsbeslut och parkområdet inrättades formellt den 18 augusti.
1978 upprättade den venezuelanska flottan en kustbevaknings- och forskningsbas på ön.
Ön drabbas ofta av orkaner, bl.a. 1980 av Orkanen Allen och 2007 av Orkanen Dean.